# Robert Johansson (fotbollsspelare)
Jan Robert Johansson, född 29 mars 1980 i Bäve församling i Uddevalla, är en svensk fotbollsspelare. 
Johansson spelade åtta landskamper för Sveriges U17-landslag 1997 och tre landskamper för U19-landslaget 1998.

## Karriär
Johansson är född i Uddevalla och började spela fotboll i Herrestads AIF som sexåring. Som 14-åring gick han över till IK Oddevold, där han 1997 spelade 12 matcher i Division 1 Södra. Klubben blev nedflyttade till Division 2 och Johansson gick då till IFK Göteborg. 1998 spelade han för klubbens B-lag och juniorlag, men under 1999 blev det inget spel alls för Johansson på grund av ett benbrott.
Inför säsongen 2000 gick Johansson till Ljungskile SK. Under första säsongen blev klubben nedflyttade från Superettan. Johansson spelade därefter fyra säsonger i Division 2 (dåvarande tredje högsta divisionen). Säsongen 2004 lyckades Ljungskile SK vinna både serien och kvalet mot Väsby IK, vilket gjorde att klubben åter blev uppflyttade till Superettan. I Superettan 2005 spelade Johansson 18 matcher innan han drabbades av skadebekymmer i slutet av säsongen.
Inför säsongen 2006 gick Johansson till allsvenska AIK. Han spelade endast en tävlingsmatch för klubben, en 4–0-vinst mot Hudiksvalls ABK den 20 april 2006 i Svenska cupen.
I augusti 2006 återvände Johansson till Ljungskile SK. Han missade hela säsongen 2007 med en korsbandsskada.
I februari 2010 gick Johansson till IK Oddevold. Han spelade tre säsonger för klubben.